# Энергетика Пензенской области
Энергетика Пензенской области — сектор экономики региона, обеспечивающий производство, транспортировку и сбыт электрической и тепловой энергии. По состоянию на начало 2020 года, на территории Пензенской области эксплуатировались 9 электростанций общей мощностью 389,2 МВт, в том числе 8 тепловых электростанций и одна малая ГЭС. В 2019 году они произвели 1040,8 млн кВт·ч электроэнергии.

## История
Первые небольшие электростанции появились на территории современной Пензенской области в 1892—1894 годах. Они снабжали электроэнергией отдельных промышленных потребителей, таких как спичечные фабрики, стекольные и спиртовые заводы. Долгое время электрификация региона развивалась путём строительства небольших электростанций, преимущественно дизельных, работающих на нефти или керосине. С 1920-х годов также строятся небольшие колхозные гидроэлектростанции. В целом, уровень электрификации региона оставался незначительным, в 1930-х годах общая мощность электростанций не превышала 15 МВт.
Первая электростанция общего пользования в Пензе была введена в эксплуатацию в 1930 году, она использовала дизельные агрегаты. В 1929 году в г. Кузнецке было начато строительство Кузнецкой ТЭЦ, первая очередь которой в составе трёх котлов и одного турбоагрегата мощностью 1 МВт была пущена в 1933 году. В 1940 году был пущен второй турбоагрегат. Изначально станция работала на торфе, впоследствии была переведена на уголь и затем на мазут и газ. После ряда модернизаций эта станция эксплуатируется и в настоящее время.
В 1937 году было принято решение о строительстве в регионе первой крупной электростанции — Пензенской ТЭЦ-1 проектной мощностью 50 МВт. Строительство станции было начато в 1938 году, но к 1941 году успели лишь заложить фундамент. После начала Великой Отечественной войны и эвакуации в Пензу ряда предприятий строительство станции было активизировано, оборудование доставлялось в том числе из блокадного Ленинграда. Первый турбоагрегат новой станции мощностью 12 МВт был пущен 7 апреля 1943 года. В 1948 году Пензенская ТЭЦ-1 была выделена в отдельную организацию — Пензенский энергокомбинат. В дальнейшем станция неоднократно расширялась.
В послевоенные годы началась активная работа по электрификации сельских районов, первоначально за счет строительства небольших дизельных электростанций и малых ГЭС, крупнейшей из которых являлась Чаадаевская ГЭС, введённая в эксплуатацию в 1952 году. В том же 1952 году было начато строительство ТЭЦ Пензенского дизельного завода, позднее получившей название Пензенской ТЭЦ-2. Первый турбоагрегат новой электростанции был введён в эксплуатацию в 1957 году.
В 1961 году на базе Пензенского энергокомбината было создано районное энергетическое управление (РЭУ) «Пензаэнерго». В его состав вошли Пензенские ТЭЦ-1 и ТЭЦ-2, Кузнецкая ТЭЦ-3, ТЭЦ-4 в Каменке, ТЭЦ-5 в Сердобске, а также тепловые и электрические сети. На этот момент общая мощность электростанций региона составляла 107,5 МВт, годовая выработка электроэнергии — 645 млн кВт·ч. В 1963 году после ввода ЛЭП-220 кВ «Пенза—Рузаевка» Пензенская энергосистема была присоединена к ЕЭС России. Быстрыми темпами внедряется централизованное энергоснабжение в сельской местности, при этом малоэффективные местные электростанции после подключения к единой энергосистеме были ликвидированы. К 1970 году все населённые пункты области были электрифицированы.
В 2004 году была пущена малая ГЭС Сурского гидроузла — по состоянию на 2020 год, единственный объект возобновляемой энергетики в Пензенской области. В 2014 году была пущена газопоршневая электростанция ООО «Азия Цемент» в с. Усть-Инза, в 2017 году — газотурбинная ТЭЦ ООО «Маяк-Энергия» в г. Пенза.

## Генерация электроэнергии
По состоянию на начало 2020 года, на территории Пензенской области эксплуатировались 9 электростанций, общей мощностью 389,2 МВт. В их числе семь тепловых электростанций — Пензенская ТЭЦ-1, Пензенская ТЭЦ-2, Кузнецкая ТЭЦ-3, ТЭЦ Каменского сахарного завода, ТЭЦ Бековского сахарного завода, ТЭЦ Земетчинского сахарного завода, ГПЭС ООО «Азия Цемент», ГТУ ТЭЦ ООО «Маяк-Энергия» а также одна малая гидроэлектростанция — ГЭС Сурского гидроузла. Особенностью региона является резкое доминирование одной электростанции — Пензенской ТЭЦ-1, на которую приходится более 80 % установленной мощности и около 90 % выработки электроэнергии.

### Пензенская ТЭЦ-1
Расположена в г. Пензе, основной источник теплоснабжения города. Крупнейшая электростанция региона. Паротурбинная теплоэлектроцентраль, в качестве топлива использует природный газ. Эксплуатируемые в настоящее время турбоагрегаты введены в эксплуатацию в 1978—2004 годах, при этом сама станция работает с 1943 года. Установленная электрическая мощность станции — 310 МВт, тепловая мощность — 805 Гкал/час. Фактическая выработка электроэнергии в 2019 году — 884,4 млн кВт·ч. Оборудование станции включает в себя четыре турбоагрегата, один мощностью 30 МВт, один — 60 МВт и два — по 110 МВт. Также имеется шесть котлоагрегатов и два водогрейных котла. Принадлежит ПАО «Т Плюс».

### Пензенская ТЭЦ-2
Расположена в г. Пензе, один из источников теплоснабжения города. Паротурбинная теплоэлектроцентраль, в качестве топлива использует природный газ. Турбоагрегаты станции введены в эксплуатацию в 1984—1995 годах, при этом сама станция была пущена в 1957 году. Установленная электрическая мощность станции — 16 МВт, тепловая мощность — 335,5 Гкал/час. Фактическая выработка электроэнергии в 2019 году — 47,2 млн кВт·ч. Оборудование станции включает в себя два турбоагрегата мощностью по 8 МВт. Также имеется три котлоагрегата и два водогрейных котла. Принадлежит ПАО «Т Плюс».

### Кузнецкая ТЭЦ-3
Расположена в г. Кузнецке, один из источников теплоснабжения города. Паротурбинная теплоэлектроцентраль, в качестве топлива использует природный газ. Турбоагрегат станции введен в эксплуатацию в 1959 году, при этом сама станция была пущена в 1933 году. Старейшая ныне действующая электростанция региона. Установленная электрическая мощность станции — 4 МВт, тепловая мощность — 200,5 Гкал/час. Фактическая выработка электроэнергии в 2019 году — 19,1 млн кВт·ч. Оборудование станции включает в себя один турбоагрегат. Также имеется три котлоагрегата и три водогрейных котла. Принадлежит АО «ГИДРОМАШ-ГРУПП»

### Электростанции промышленных предприятий
В Пензенской области эксплуатируется пять электростанций, обеспечивающих энергоснабжение отдельных промышленных предприятий (блок-станции), общей мощностью 59 МВт:
- ГТУ ТЭЦ ООО «Маяк-Энергия» — находится в г. Пензе, обеспечивает снабжение теплом и электроэнергией предприятие по производству бумаги. К единой энергосистеме не подключена. Газотурбинная теплоэлектроцентраль (ГТУ-ТЭЦ), в качестве топлива использует природный газ. Введена в эксплуатацию в 2017 году. Установленная электрическая мощность станции — 15 МВт, тепловая мощность — 23 Гкал/час. Оборудование станции включает в себя две газотурбинные установки мощностью по 7,5 МВт и два котла-утилизатора. Предусмотрена возможность увеличения мощности станции до 22,4 МВт и 35 Гкал/ч. Эксплуатируется ООО «Маяк-Энергия»[9][11] .
- ТЭЦ Каменского сахарного завода — расположена в г. Каменка Каменского района. Паротурбинная теплоэлектроцентраль. Турбоагрегаты станции введены в эксплуатацию в 1975—2004 годах. Установленная электрическая мощность станции — 12 МВт, фактическая выработка электроэнергии в 2019 году — 32,9 млн кВт·ч. Оборудование станции включает в себя два турбоагрегата мощностью по 6 МВт. Эксплуатируется ОАО «Атмис-сахар»[1].
- ТЭЦ Бековского сахарного завода — расположена в п. Сахзавод Бековского района. Паротурбинная теплоэлектроцентраль. Турбоагрегат станции введён в эксплуатацию в 1986 году. Установленная электрическая мощность станции — 6 МВт, фактическая выработка электроэнергии в 2019 году — 17,9 млн кВт·ч. Оборудование станции включает в себя два турбоагрегата мощностью по 6 МВт. Эксплуатируется ООО «Бековский сахарный завод»[1].
- ТЭЦ Земетчинского сахарного завода — расположена в р.п. Земетчино Земетчинского района. Паротурбинная теплоэлектроцентраль. Турбоагрегаты станции введены в эксплуатацию в 1964—2007 годах. Установленная электрическая мощность станции — 12 МВт, фактическая выработка электроэнергии в 2019 году — 21,8 млн кВт·ч. Оборудование станции включает в себя два турбоагрегата мощностью по 6 МВт. Эксплуатируется АО «Земетчинский сахарный завод»[1].
- ГПЭС ООО «Азия Цемент» — расположена в с. Усть-Инза Никольского района, обеспечивает энергоснабжение цементного завода. Газопоршневая электростанция. Агрегаты станции введены в эксплуатацию в 2014—2015 годах. Установленная электрическая мощность станции — 14 МВт, фактическая выработка электроэнергии в 2019 году — 17,5 млн кВт·ч. Оборудование станции включает в себя семь газопоршневых агрегатов мощностью по 2 МВт. Эксплуатируется ООО «Азия Цемент»[1].

### ГЭС Сурского гидроузла
Малая гидроэлектростанция мощностью 0,2 МВт, пристроенная к сооружениям водохозяйственного Сурского гидроузла. Введена в эксплуатацию в 2004 году. Фактическая выработка электроэнергии в 2018 году — 1,06 млн кВт·ч. На станции установлен один гидроагрегат, запланирован монтаж второго гидроагрегата с увеличением мощности ГЭС до 0,4 МВт. Принадлежит ФГБВУ «Центррегионводхоз».

## Потребление электроэнергии
Потребление электроэнергии в Пензенской области (с учётом потребления на собственные нужды электростанций и потерь в сетях) в 2019 году составило 4944 млн кВт·ч, максимум нагрузки — 827 МВт. Таким образом, Пензенская область является энергодефицитным регионом как по электроэнергии, так и по мощности, недостаток восполняется за счет перетоков электроэнергии из соседних регионов. В структуре энергопотребления лидирует население — 31,9 %, доля промышленности составляет 10,1 %. Крупнейшие потребители электроэнергии по итогам 2019 года — ОАО «РЖД» (395 млн кВт·ч), АО «Транснефть» (348 млн кВт·ч). Функции гарантирующего поставщика электроэнергии выполняет ООО «ТНС энерго Пенза».

## Электросетевой комплекс
Энергосистема Пензенской области входит в ЕЭС России, являясь частью Объединённой энергосистемы Средней Волги, находится в операционной зоне филиала АО «СО ЕЭС» — «Региональное диспетчерское управление энергосистем Пензенской области и Республики Мордовия» (Пензенское РДУ). Энергосистема региона связана с энергосистемами Саратовской области по одной ВЛ 220 кВ и одной ВЛ 110 кВ, Тамбовской области по одной ВЛ 500 кВ и двум ВЛ 110 кВ, Ульяновской области по одной ВЛ 500 кВ, двум ВЛ 220 кВ, четырём ВЛ 110 кВ и одной ВЛ 10 кВ, Мордовии по одной ВЛ 220 кВ и четырём ВЛ 110 кВ.
Общая протяженность линий электропередачи напряжение 110—500 кВ составляет 4720,8 км, в том числе воздушных линий электропередачи напряжением 500 кВ — 276,9 км, 220 кВ — 758,5 км, 110 кВ — 3715,4 км. Магистральные линии электропередачи напряжением 220—500 кВ эксплуатируются филиалом ПАО «ФСК ЕЭС» — «Средне-Волжское предприятие магистральных электрических сетей», распределительные сети напряжением 110 кВ и ниже — филиалом ПАО «МРСК Волги» — «Пензаэнерго» и территориальными сетевыми организациями.